# Cyclosternum palomeranum
Cyclosternum palomeranum är en spindelart som beskrevs av West 2000. Cyclosternum palomeranum ingår i släktet Cyclosternum och familjen fågelspindlar. Inga underarter finns listade i Catalogue of Life.